# Johann Melchior Eggmann

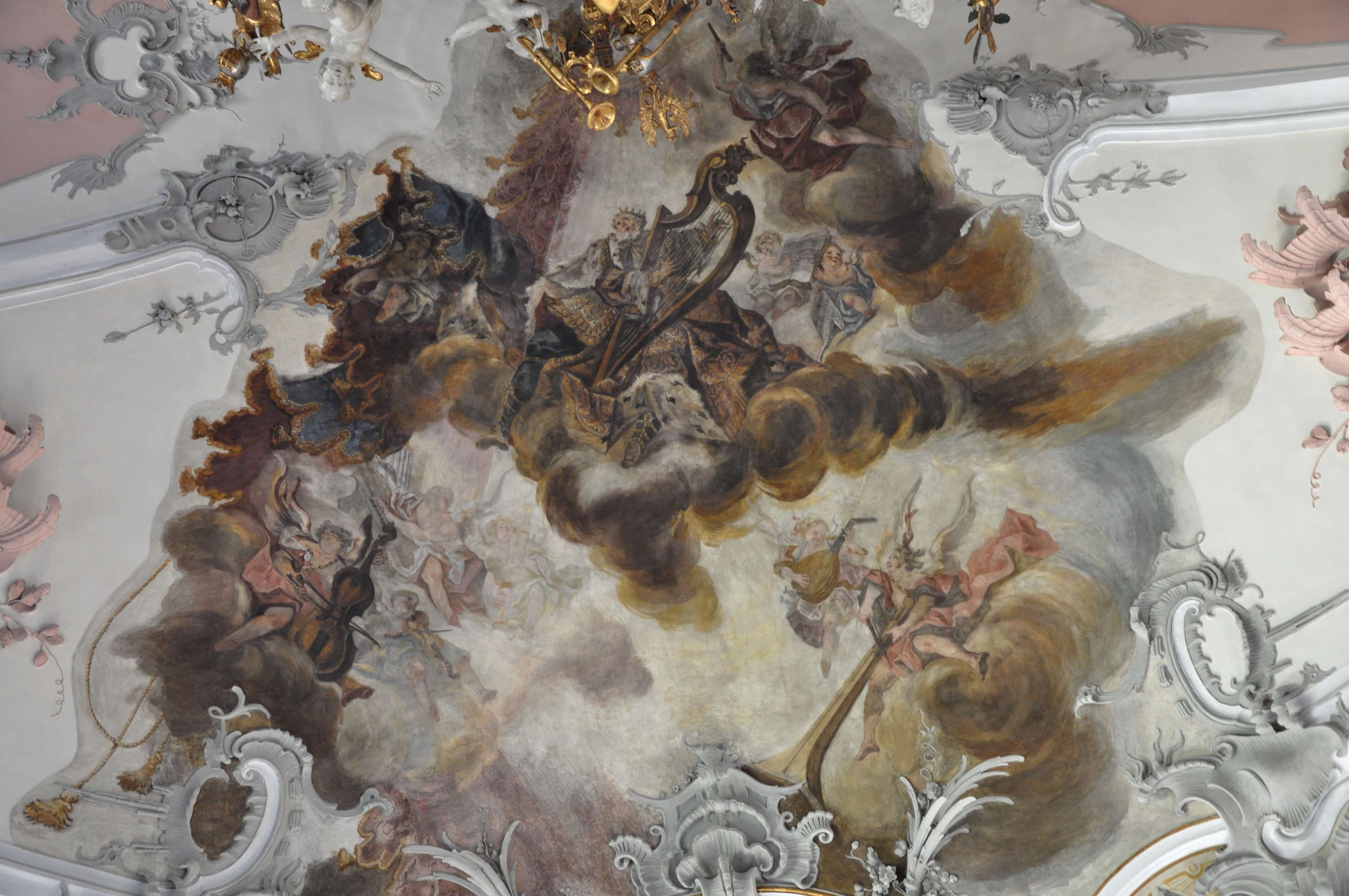
Deckenfresko in der Klosterkirche Wald, König David

Johann Melchior Eggmann, auch Melchior Eckmann (* 20. Juni 1711 in Rorschach; † 1756 in Silenen), war ein Barockmaler und Freskant. 	

## Leben und Werk
Er war in der Schweiz und in Süddeutschland als Wandermaler tätig. Für das Kapuzinerkloster Waldshut malte er 1746 einen Freskenzyklus einer Marienkrönung. 1748 schuf er die Deckenmalerei im Sommerrefektorium des Augustinerklosters in Freiburg im Üechtland, 1751 ein Bild mit einer Darstellung vom Heiligen Georg für die Kathedrale St. Niklaus in Freiburg im Uechtland. Im Kloster Wald hatte er am 17. Januar 1752 den Auftrag zu einem Freskenzyklus erhalten, verließ jedoch im April 1753 fluchtartig die Baustelle, die Gründe sind nicht bekannt, vermutlich waren Schulden die Ursache. Die Arbeiten vollendete dann Andreas Meinrad von Ow 1753. 1756 schuf er den Deckenspiegel im Chor der Pfarrkirche in Silenen.